# Toyota Field
O Toyota Field é um estádio localizado em San Antonio, estado do Texas, nos Estados Unidos, possui capacidade total para 8.296 pessoas, é a casa do time de futebol San Antonio FC  que joga na liga USL Championship, também já foi a casa do time de futebol San Antonio Scorpions que jogou na NASL entre 2013 e 2015, estádio foi inaugurado em 2013.